# Breaking the Waves
Breaking the Waves (bra: Ondas do Destino; prt: Ondas de Paixão) é um filme sueco-franco-hispano-noruego-islando-britano-neerlando-dinamarquês de 1996, do gênero drama romântico, dirigido por Lars von Trier.

## Recepção
O Metacritic, que usa uma média ponderada, atribuiu ao filme uma pontuação de 76 em 100, baseado em 28 críticos, indicando críticas "geralmente favoráveis".

## Prêmios e indicações
Festival de Cannes 1996 
- Venceu - Prêmio do Júri[6]
- Indicado - Palma de Ouro (melhor filme)[6]

Oscar 1996
- Indicado - Melhor atriz (Emily Watson)[7]

Golden Globe Awards 1996
- Indicado
  - Melhor filme - drama[8]
  - Melhor atriz - drama (Emily Watson)[8]